# NGC 5247
NGC 5247是一個無棒螺旋星系，位於室女座，距離銀河系約6000萬光年。
NGC 5247是室女座II星系群的成員，該星系群由一系列室女座超星系團南部邊緣延伸出來的星系和星系團組成。NGC 5247是一個設計宏偉的螺旋星系，沒有顯示與其他星系相互作用而造成扭曲的跡象。NGC 5247有兩個螺旋臂，在繞過核心一半後分叉。NGC 5247圓盤的厚度估計為4.9±2.0千光年（1.5 ±0.6千秒差距），與視線的傾斜度約為28°。

## 外部連結
- 维基共享资源上的相關多媒體資源：NGC 5247
- WikiSky上关于NGC 5247的内容：DSS2, SDSS, GALEX, IRAS, 氢α, X射线, 天文照片, 天图, 文章和图片